# بریتیش موتور هلدینگ
بریتیش موتور هلدینگ (انگلیسی: British Motor Holdings) شرکت خودروسازی بریتانیایی بود، که در سال ۱۹۶۶ تأسیس شد و در سال ۱۹۶۸ در پی ادغام با شرکت لیلاند موتورز، منحل گردید.